# سیارک ۵۸۱۷
سیارک ۵۸۱۷ (به انگلیسی: 5817 Robertfrazer، نامگذاری:1989RZ) پنج هزار و هشتصد و هفدهمین سیارک کشف شده‌است که در ۵ سپتامبر ۱۹۸۹ کشف شد.
قدر مطلق سیارک برابر ۱۲٫۶۰ است.